# Cani
Pour les articles homonymes, voir Cani (homonymie).
Cani (arabe : القاني), désigne deux petites îles calcaires, la Grande et la Petite Cani, de dimensions inégales et situées à environ une dizaine de kilomètres au large du cap Zebib, au nord de la Tunisie. Ces deux îles, parfois appelées « Îles des chiens », dépendent de la municipalité de Metline (délégation de Ras Jebel) dans le gouvernorat de Bizerte.

## Phare
À la suite de l'échouage du HMS Spartan transportant 726 soldats, le 5 juillet 1856, le gouvernement britannique demande au bey de Tunis l'autorisation d'y construire un phare. Sadok Bey en donne l'autorisation et finance lui-même le bâtiment haut de 18 mètres. Il fait venir de Sicile deux gardiens pour allumer quotidiennement ce phare entre 1860 et 1870 : Joseph Alacchi et Rosa Taranto. Celui-ci est le deuxième construit en Tunisie après celui de Sidi Bou Saïd que le couple Alacchi allumera après son transfert depuis Cani.

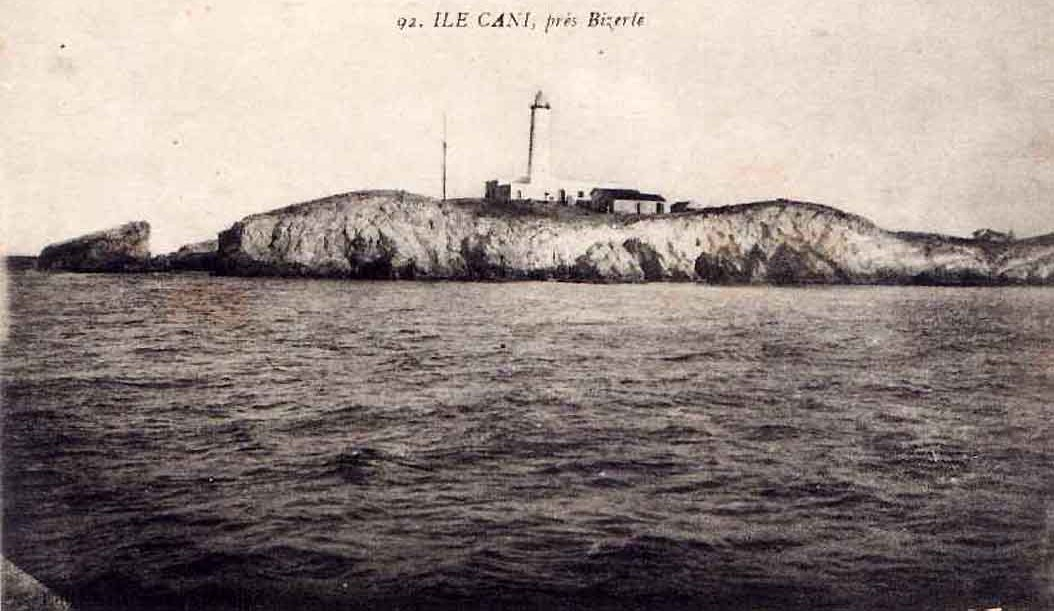
Vue de la Grande Cani et de son phare.
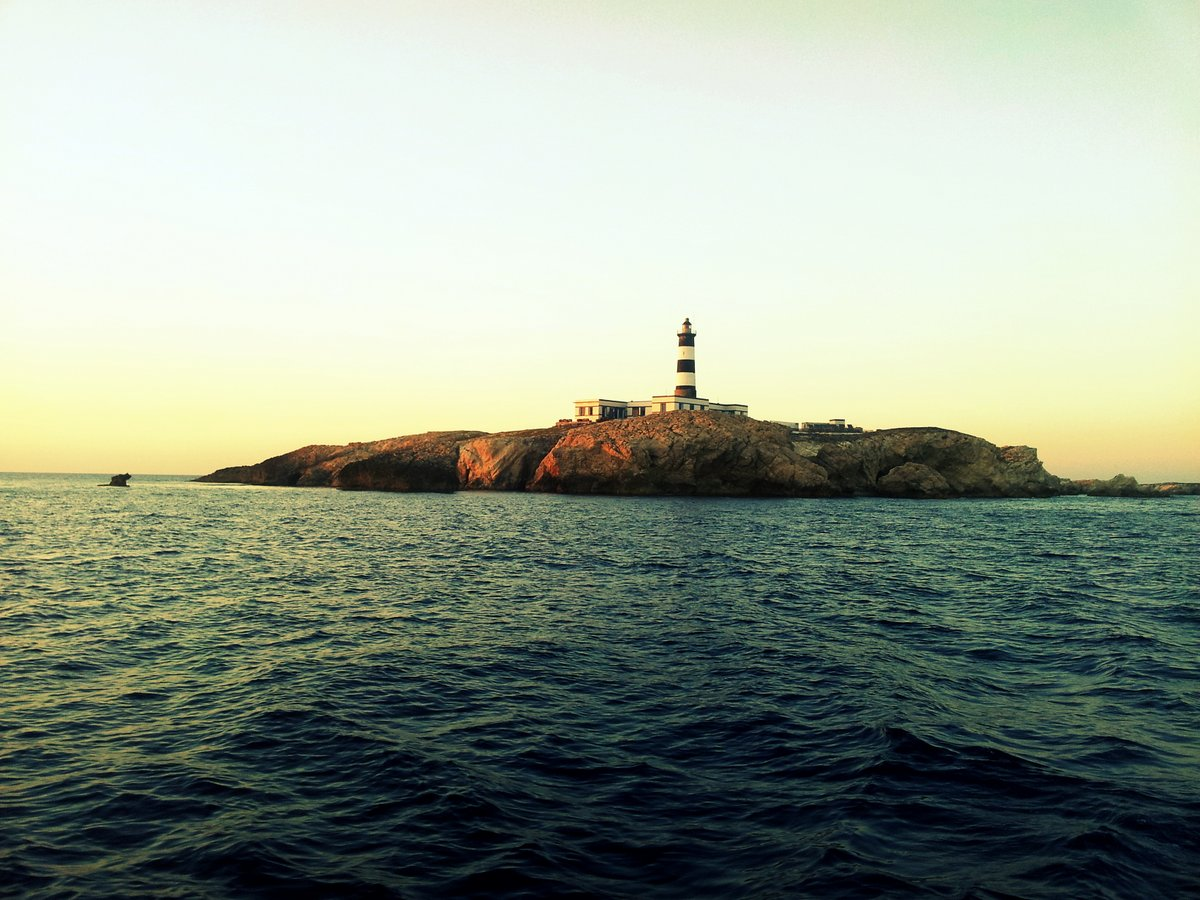
Vue de la Grande Cani au couchant.